# 14e régiment de hussards (France)
Le 14e régiment de hussards est un régiment de cavalerie légère de l'armée française existant à la fin du Premier Empire. Il est recréé en 1893 et dissout après la Première Guerre mondiale.

## Création et différentes dénominations
- 28 janvier 1813 : Création du 14e régiment de hussards
- 11 novembre 1813 : Dissous
- 13 décembre 1813 : Recréation du 14e régiment de hussards, avec les débris du 13e et 14e hussards
- 16 juillet 1814 : Dissous
- 16 octobre 1893 : 14e régiment de hussards, créé avec des éléments des :
  - 2e, 4e, 5e, 6e, 7e, 15e, et 17e régiments de chasseurs
  - détachements des 2e, 3e, 4e, 5e, 7e, 8e et 10e régiments de hussards.
- 1919 : Dissous

## Chefs de corps
- 1899-1902 : colonel Henry Sève
- 07/1902 - : Colonel Lyautey
- 1914 : colonel Raymond

## Historique des campagnes, combats et garnisons du13eRH

### Récréation sous laIIIeRépublique

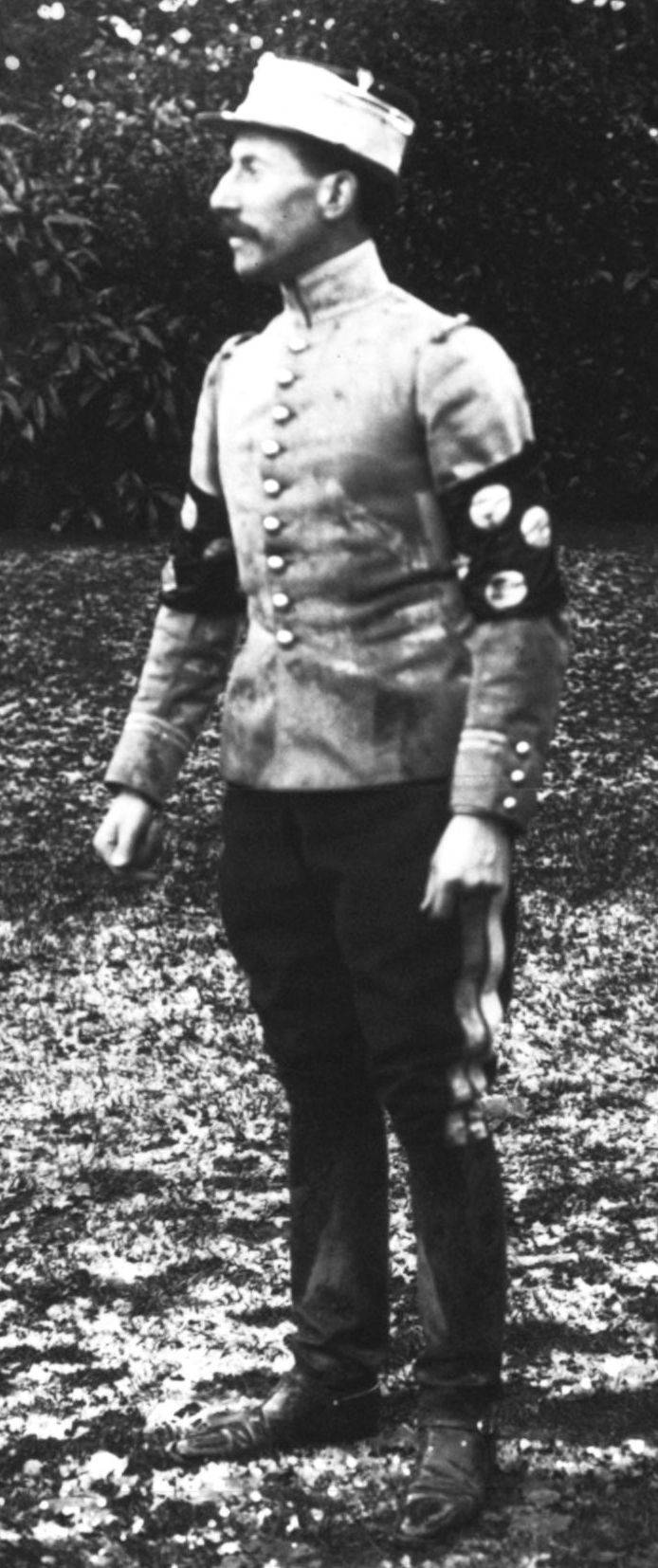
Photographie d'un officier du 14e hussards en 1908.

Recréé en 1893, le 14e régiment de hussards ne quitte pas la métropole et ne participe à aucune campagne avant 1914.

### Première Guerre mondiale

#### 1914
le 14e régiment de hussards est mobilisé à Alençon le 2 août 1914 : les 4 escadrons actifs et l'état-major embarquent dès le 4 août ; les 5e et 6e escadrons sont embarqués le 15 août 1914.
le régiment part en train pour débarquer à Damvilliers (Meuse), le 7 août : il est rapidement engagé dans des reconnaissances vers Spincourt et Longuyon. Le colonel Raymond appelé au commandement de la cavalerie du C.A., le commandement des escadrons actifs passe au lieutenant-colonel de Hauteclocque.
Le 22 août 1914, au combat de Ethe, le régiment perd 8 officiers, dont le lieutenant-colonel de Hauteclocque et 73 sous-officiers et hussards. Le régiment est obligé de retraiter sous le feu de l'artillerie allemande. Dans le même temps, à Virton à l'EM du C.A., le colonel Raymond est blessé d'une balle à la tête : il sera évacué sur Montmédy et fait prisonnier quelques jours après.
Mis au repos le 26 août, le régiment déplore 175 tués ou disparus depuis le 22 août. Ayant reçu des renforts, le régiment est engagé à Nanteuil-le-Haudouin, dès le 9 septembre et passe l'Aisne dans la nuit du 12 au 13 et participe à la bataille de l'Ourcq. Le maréchal des logis Gallet capture 52 allemands cachés dans une grotte et reçoit, pour ce fait d'armes, la médaille militaire.
Le 14e hussards est déplacé pour participer à la Course à la mer.

## Étendard
Il porte, cousues en lettres d'or dans ses plis, les inscriptions suivantes :
- Dresde 1813
- L'Ourcq 1914
- Mézières 1918

## Personnalités ayant servi au14eRH
- Henry de Nompère de Champagny (1890-1944), capitaine au 14e régiment de hussards, commandant l'escadrille franco-américaine Spa 163, Croix de guerre 1914-1918 et 7 citations (1918), maire de Somloire (Maine-et-Loire) (1920-1944), Conseiller général du canton de Vihiers (14 octobre 1928 - 11 décembre 1938), Croix de guerre 1939-1945 et 2 citations (1939), mort en déportation ;
- 07/1902 - : Colonel Lyautey (chef de corps)

## Sources et bibliographies
- ANDOLENKO (général), Recueil d'historique de l'arme blindée et de la cavalerie, Paris, Eurimprim, 1968.
- Historique des corps de troupe de l'armée française, Ministère de la Guerre, Paris, 1900.
- Historique sommaire du 14e régiment de hussards. Campagne de 1914, 1915, 1916, 1917, 1918, Paris, H. Charles-Lavauzelle, 1920, 54 p., lire en ligne sur Gallica.